# Лавиния Фелтрия дела Ровере
Лавиния Фелтрия дела Ровере (на италиански: Lavinia Feltria della Rovere; * 16 януари 1558, Пезаро, Херцогство Урбино; † 7 юни 1632, Монтебело) от рода дела Ровере е принцеса от Урбино и чрез брак маркиза на Васто и Пескара и принцеса на Франкавила.

## Произход
Лавиния е член на династията дела Ровере, която се издига от скромен произход в град Савона до челните позиции сред княжеските фамилии на Италия. Тя е дъщеря на Гуидобалдо II дела Ровере (* 1514, † 1574), херцог на Урбино, и на втората му съпруга Витория Фарнезе (* 1521, † 1602), принцеса на Парма и Пиаченца, племенница на папа Павел III. По бащина линия е внучка на Франческо Мария I дела Ровере, херцог на Урбино и племенник на папа Юлий II, и на Елеонора Гонзага, а по майчина – на Пиер Луиджи II Фарнезе, херцог на Кастро и на Парма и Пиаченца, и на Джеролама Орсини. Има един брат и три сестри:
- Франческо Мария II (* 1549; † 1631), последният херцог на Урбино (1574 – 1631) от рода Дела Ровере, съпруг на Лукреция д'Есте и на Ливия дела Ровере;
- Изабела (* 1554, † 1619), княгиня на Бизиняно като съпруга на Николо Берардино Сансеверино;
- Леонора (* 1552, † 1553);
- Беатриче († като малка).

Има и една полусестра от първия брак на баща си – Вирджиния Фелтрия, херцогиня на Камерино като съпруга на Федерико Боромео и херцогиня на Гравина като съпруга на Фердинандо Орсини

## Биография
Израства в херцогския дворец на Урбино заедно със своите братя и сестри, с които споделя искрено приятелство, и с техните съпруги и съпрузи, третирани като разширено семейство.
Умира на 7 юни 1632 г. и първоначално е погребана в църквата „Сант'Анна“ в Монтебело, след което е пренесена в църквата на манастира „Санта Киара“ в Урбино.

## Брак и потомство
∞ 5 юни 1583 в Пезаро за Алфонсо Феличе д'Авалос (* 1564, Иския, † 2 декември 1593, Рим), 3-ти принц на Франкавила, 8-ми маркиз на Пескара, 4-ти маркиз на Васто, гранд на Испания, 3-ти княз на Монтесаркио, граф на Монтеодоризио, от когото има един син и три сестри:
- Изабела д'Авалос д'Акуино д'Арагона, наследница на титлата и имотите на баща си (* 26 април 1585, Пезаро; † 27 септември 1648), ∞ 6 декември 1597 във Фосомброне за своя братовчед Инико III д'Авалос д'Акино д'Арагона († 20 ноември 1632 във Васто), син на Чезаре д'Авалос и Лукреця дел Туфо, неаполитански благородник, от когото има 4 сина и 1 дъщеря;
- Катерина д'Авалос д'Акуино д'Арагона (* 16 август 1586, Урбино; † 23 май 1618), ∞ за Камило II Гонзага ди Новелара, граф на Новелара, от когото има 6 сина и 3 дъщери;
- Феранте Франческо д'Авалос д'Акуино д'Арагона (* 9 септември 1587 в Казалмаджоре, † 20 август 1590)
- Мария д'Авалос д'Акуино д'Арагона (док. 1571 – 1632), монахиня в манастира „Санта Катерина“ в Пезаро.